# Hildegard Cancik-Lindemaier
Hildegard Cancik-Lindemaier (* als Hildegard Lindemaier 13. März 1938 in Oppenheim) ist eine deutsche Klassische Philologin und Religionshistorikerin.
Hildegard Cancik-Lindemaier wuchs in ihrer Geburtsstadt auf und studierte zunächst Katholische Theologie, Germanistik und Romanistik an der Johannes Gutenberg-Universität Mainz. An der Eberhard Karls Universität Tübingen studierte sie zudem Klassische Philologie. 1963 legte sie das Staatsexamen ab, 1965 erfolgte in Tübingen die Promotion mit einer Arbeit zum Thema Untersuchungen zu Senecas Epistulae morales.
Cancik-Lindemaier lebte gemeinsam mit ihrem Mann Hubert Cancik – das Paar hat zwei Töchter, die Altorientalistin Eva Cancik-Kirschbaum und die Rechtswissenschaftlerin Pascale Monika Cancik – lange Zeit in Tübingen, mittlerweile in Berlin. Anders als er forscht sie als freie Wissenschaftlerin und ist weder an einer Universität noch einem Gymnasium beschäftigt. Doch betätigt sie sich in der Lehrerfortbildung, an Volkshochschulen und anderen Institutionen der Erwachsenenbildung sowie für den Schulfunk, für den sie Sendereihen mit Bezug zur Antike und Religionsgeschichte bearbeitet hat. Cancik-Lindemaier bemüht sich vor allem um eine interdisziplinäre Forschungsweise. Gemeinsam mit ihrem Mann forscht sie zu Friedrich Nietzsche, zudem arbeitete sie an der Werkausgabe von Franz Overbeck mit.
Schwerpunkte ihrer Forschung sind die antike Kulturwissenschaft, die römische Religionsgeschichte und die Geschichte des frühen Christentums. 1986 organisierte sie in Tübingen den Kongress Krieg und Kultur mit. Ein Schwerpunkt ihrer Arbeit war die Mitarbeit an der Konzeption und Durchführung des Handbuchs religionswissenschaftlicher Grundbegriffe. Gemeinsam wurde das Ehepaar Cancik 2008 von der Universität Basel mit der Ehrendoktorwürde ausgezeichnet.

## Schriften (Auswahl)
- Untersuchungen zu Senecas Epistulae morales (= Spudasmata. Bd. 18). Olms, Hildesheim 1967.
- mit Hubert Cancik: Philolog und Kultfigur. Friedrich Nietzsche und seine Antike in Deutschland, Metzler, Stuttgart u. a. 1999, ISBN 3-476-01676-5.
- Von Atheismus bis Zensur. Römische Lektüren in kulturwissenschaftlicher Absicht. Königshausen und Neumann, Würzburg 2006, ISBN 3-8260-3204-7.
- (Hrsg.) Gesammelte Aufsätze. Hubert Cancik. 2 Bände, Mohr Siebeck, Tübingen 2008, ISBN 3-16-149301-X und ISBN 3-16-149313-3.